# Carte mère
Pour l’article ayant un titre homophone, voir Carte mer.
 (juin 2012).
Si vous disposez d'ouvrages ou d'articles de référence ou si vous connaissez des sites web de qualité traitant du thème abordé ici, merci de compléter l'article en donnant les références utiles à sa vérifiabilité et en les liant à la section « Notes et références ».
La carte mère est le circuit imprimé qui supporte la plupart des composants et des connecteurs nécessaires au fonctionnement d'un micro-ordinateur. Elle est essentiellement composée de circuits imprimés et de ports de connexion qui assurent la liaison de tous les composants et périphériques propres à un micro-ordinateur (disques durs (HDD/SSD), mémoire vive (RAM Random acces memory), microprocesseur, cartes filles, etc.) afin qu'ils puissent être reconnus et configurés par le microprocesseur grâce au programme contenu dans le BIOS (basic input output system) devant effectuer la configuration et le démarrage correct de tous les équipements.

## Introduction

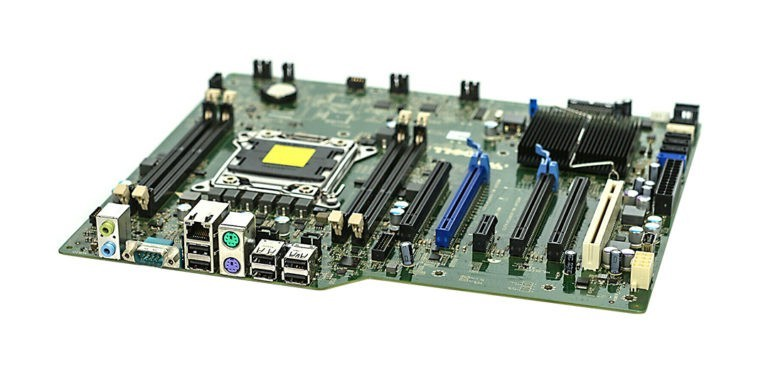
Une carte mère de station de travail professionnelle Dell Precision T3600.

C'est la carte principale d'un micro-ordinateur qui regroupe les circuits principaux pour l'alimentation et les données (bus)  sous contrôle du chipset et du BIOS tels que :
- les ports internes sous forme de pin (microprocesseur, PCIE 6 ou 8 pin courant, ventilateur, 24 pin de la carte mère LED) ;
- les slots pour les cartes optionnelles (ISA, AGP, PCI, PCI Express, etc., RAM, DDR, disque SSD / flash la mémoire)
- les connecteurs externes utilisant un câble (ethernet, spdif, jack audio, USB, HDMI, Display port, etc. RJ45  modem) ;
- les connecteurs internes utilisant un câble (câble SLI entre carte graphique, câble IDE, SCSI SATA) pour le stockage des données.

## Historique

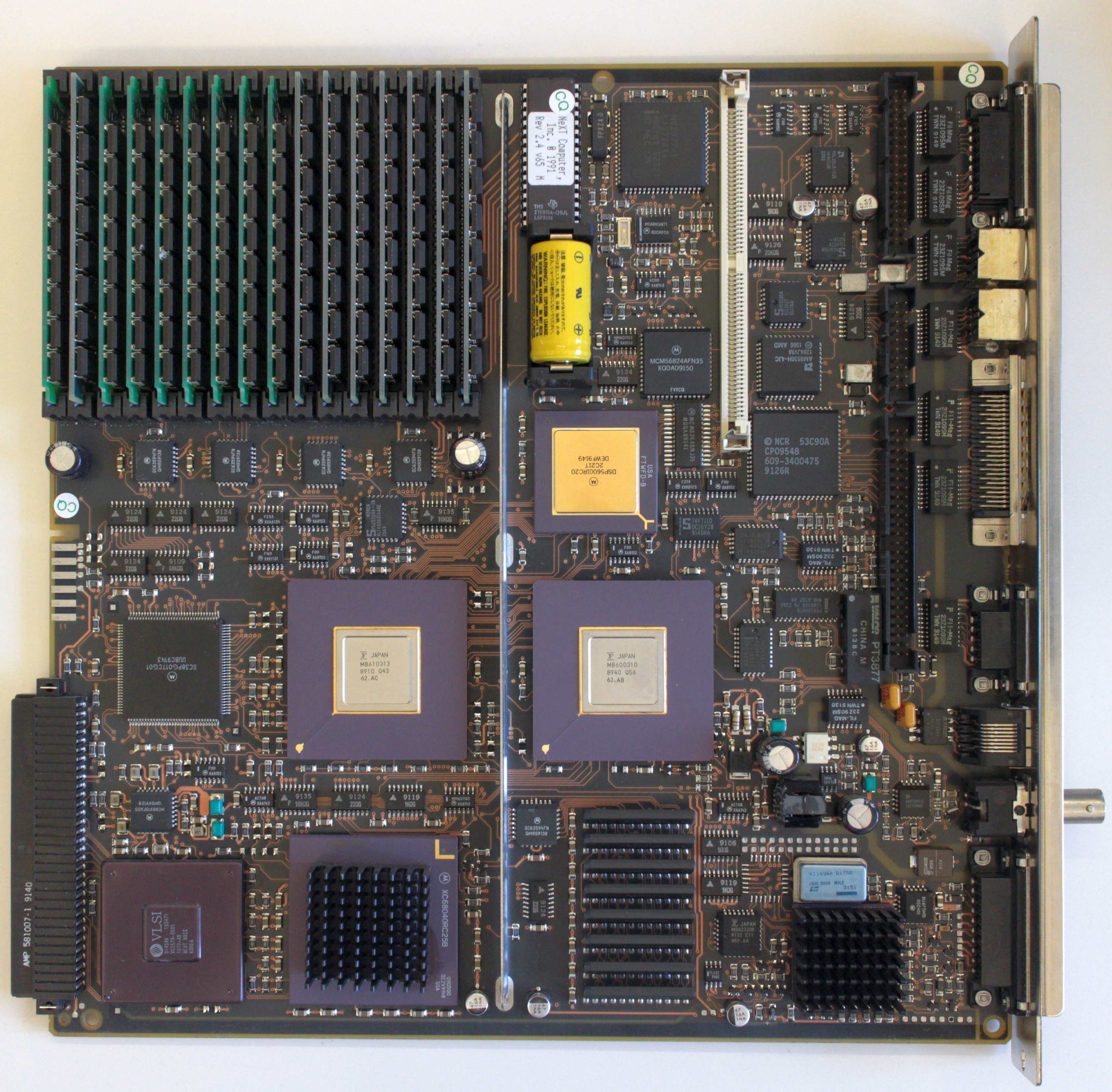
Carte microprocesseur d'un ordinateur NeXTcube (1990) avec un microprocesseur Motorola 68040 et un processeur de signal numérique Motorola 56001 : ce composant était accessible via le connecteur.

Avant l’invention des microprocesseurs, l’unité centrale d’un ordinateur comportait plusieurs cartes à transistors connectées à une carte « fond de panier » : cette carte, fixée sur le bâti (ou rack) portait les différents connecteurs. Dans les calculateurs encore plus anciens, les broches des cartes mémoire et du processeur étaient reliés aux connecteurs par des fils électriques, mais les circuits imprimés se sont imposés dès la fin des années 1960. L’unité centrale, la mémoire centrale et les périphériques possédaient des cartes à circuit imprimé distincts, branchés chacun à un connecteur particulier de la carte fond de panier.
Avec l’arrivée sur le marché des premiers microprocesseurs (1974), il devint possible de connecter sur un seul circuit l’unité centrale et le gestionnaire de bus (circuit de communication série RS-232, ou parallèle : PIO) ; il y avait encore des cartes mémoire et une carte d'entrées-sorties séparées pour gérer les périphériques, le tout étant raccordé à la carte fond de panier et l’alimentation électrique. Le bus S-100 d'Altair est une architecture typique des années 1970, permettant ce type de configuration matérielle.
Au début des années 1980, des diagrammes de branchement de l'unité centrale aux cartes mémoires et à la carte d'entrée-sortie se mirent à fleurir dans la presse pour les PC les plus répandus (l’Apple II et surtout l’IBM PC) : outre la possibilité de faire des échanges standard de carte en cas de sinistre, ils permettaient des configurations variées. C'est ainsi que la vogue des compatibles IBM vit le jour.
L’augmentation du taux d'intégration et de la finesse de gravure fit qu’à la fin des années 1980, il devint possible d’agréger sur une seule carte l’unité centrale, son bus et ses circuits mémoires. C’est au point que certains circuits intégrés (dits circuits « Super I/O ») pouvaient gérer plusieurs périphériques lents à la fois, tels les claviers de port PS/2, la souris, le lecteur de disquette, le port série de l'imprimante et même plusieurs ports parallèles. Dès la fin des années 1990, plusieurs ordinateurs individuels possédaient une véritable carte-mère (standards AT, puis ATX) intégrant la RAM, la carte son et la carte vidéo sans qu'il soit nécessaire d'y raccorder de cartes d'extension ; mais la demande était déjà tirée par les adeptes de jeux vidéo 3D et de la retouche photo, appelant à l’adjonction d’une carte graphique séparée,. Sur le marché professionnel, les cartes d’extension graphiques ou de routage se multipliaient avec l’utilisation de stations de travail (pour la conception), mais surtout un recours accru aux serveurs.
Les ordinateurs portables des années 1990 n’offraient de connexion qu'avec les périphériques les plus courants. Leurs cartes-mères ne permettaient pas la substitution de composants, tendance qui s'est confirmée avec la multiplication d'assistants personnels à écran tactile (tels les tablettes, le netbook ou les smartphones).

## Organisation générale
Depuis sa création, la carte mère s'est sans cesse enrichie de nombreuses fonctionnalités. Parmi celles-ci, on peut citer entre autres :
- le contrôleur USB ;
- le contrôleur Ethernet (qui permet de gérer le réseau fonctionnant par câble) ;
- la puce audio (qui permet de gérer le son).

Ces fonctionnalités, qui n'étaient disponibles que par le biais de cartes d'extension jusque dans les années 1990, se retrouvent aujourd'hui sous forme  de circuit intégré sur la majorité des cartes mères. Néanmoins, certaines cartes existent encore car elles embarquent des fonctionnalités supplémentaires (Wi-Fi sous forme de carte PCI ou USB, carte mère avec sortie graphique grâce à un GPU géré par le CPU (chez Intel les microprocesseurs modèles F n'ont pas d'iGPU, chez AMD les modèles G ont un APU).

## Structure
Les différentes connexions (câbles, pistes sur le circuit électrique) quels que soient leurs buts (transport de données ou de courant) utilisent soit une variation de tension soit une variation de courant. L'évolution de l'informatique consiste pour chaque composant à réduire la taille et augmenter la vitesse de communication tout en évitant les températures élevées (dissipateur, ventirad, ventilateur VRM/CPU/Carte graphique). Le clavier (Téléscripteur) utilisant des cartes à perforer et une imprimante papier a été remplacé par un écran cathodique, un clavier et un magnétocassette. Le système de calcul par roues (pascaline, machine de Babbage, système anglais de décodage « Bombe ») a été remplacé par des lampes (ENIAC) puis des transistors (Busicom).

### Connecteurs électriques

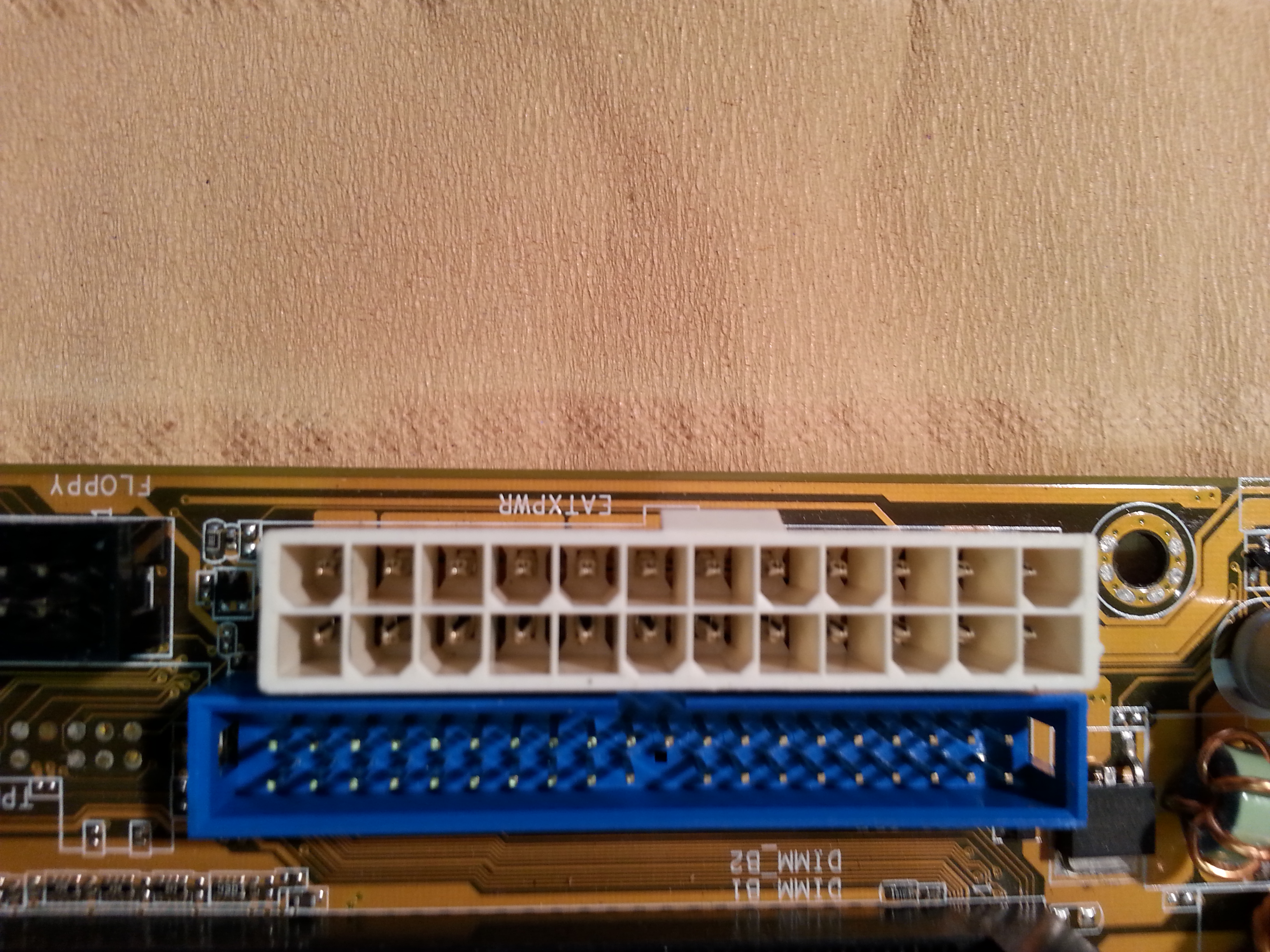
Connecteurs :
- ATX 24 pins (blanc)
- IDE (bleu).

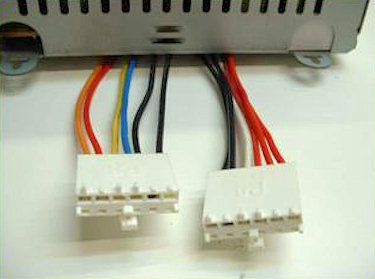
Les deux connecteurs AT.

Ces connecteurs permettent d'acheminer le courant électrique du bloc d'alimentation vers la carte mère. Chaque carte en compte deux :
- le connecteur 24 pins (broches) de type ATX : c'est l'alimentation principale de la carte. Comme son nom l'indique, cette prise compte 24 broches qui permettent d'acheminer les différentes tensions d'alimentation vers la carte. En effet, tous les composants d'une carte mère ne fonctionnent pas à la même tension électrique. C'est pourquoi l'alimentation délivre trois tensions différentes : +12 V, +5 V et +3,3 V[13] ;
- le connecteur quatre ou huit pins (broches) pour CPU : ce connecteur de forme carrée compte seulement quatre ou huit broches. Il permet d'assurer l'alimentation électrique du processeur. Il délivre une tension de +12 V[13].

Il existe aussi d'autres types de connecteurs électriques comme ceux adaptés aux cartes de classe AT (qui sont moins pratiques car leur inversion causerait de graves dégâts).

### Support processeur
Le support processeur (ou socket en anglais) est le connecteur spécifique du processeur. S'il est dit « libre » (ZIF, Zero Insertion Force en anglais) il permet d'insérer et de retirer le processeur simplement en soulevant le levier de verrouillage présent sur son côté afin de débloquer le socket aisément pour installer ou retirer le processeur. Ce système présent sur toutes les cartes mères récentes permet une grande modularité puisque l'on peut y installer tout processeur compatible avec le brochage. En pratique, certaines contraintes s'imposent, à savoir :
Marque du processeurdepuis 2010, les deux principaux constructeurs de processeurs sont Intel et AMD. Leurs processeurs différent de par leurs caractéristiques physiques : chez AMD, les processeurs sont couverts de petites broches de connexion sur leur face inférieure et le socket correspondant est percé de trous dans lesquels vient s'enficher le processeur (conception dite PGA) ; Intel utilise la technique inverse, c'est-à-dire que les broches de connexion se trouvent sur le socket alors que la surface inférieure du processeur est couverte de petites surfaces de contact (conception dite LGA). En 2020, AMD utilise le Socket AM4 pour ses processeurs, Intel utilise le socket LGA 1151 pour les principaux processeurs grand public (Génération Skylake pour les : Pentium / Core I3 / Core I5 / Core I7).
Génération du processeurChaque nouvelle génération de processeur (que ce soit chez Intel ou AMD) utilise un socket légèrement différent (de par le placement des broches de connexion). De ce fait, chaque nouvelle génération n'est pas rétrocompatible avec la précédente ce qui oblige l'utilisateur à changer de carte mère lorsqu'il veut installer un processeur qui n'est pas compatible avec la carte qu'il possède déjà.

### Chipset

Description d'un microprocesseur et de son chipset (2007).

Pour faire cohabiter et fonctionner tous ces composants, la carte mère utilise un jeu de circuits spécifiques appelé chipset. Celui-ci se divise sur les anciens PC en deux parties distinctes :
- le « pont nord » (en anglais northbridge), pour les périphériques « rapides » (mémoire, PCI Express, etc.). Depuis 2011, cette partie de chipset (contrôleur mémoire, PCIe) a été progressivement intégrée dans le microprocesseur[14] ;
- le « pont sud » (en anglais southbridge) pour les périphériques « lents » (PCI, disques durs et SSD…) Depuis 2011, il ne sert plus que de contrôleur d'entrée-sortie (USB, SATA), de contrôleur d'affichage[14]...

### Bus
Les bus pont nord et pont sud du microprocesseur (cf. schéma ci-contre), utilisent chacun un bus spécifique de la carte mère allant vers la mémoire et les périphériques (internes et externes).
Depuis les années 1990, la carte mère s'est dotée du bus PCI qui permet de connecter toutes les cartes d'extensions. Ce bus PCI se décline en deux versions de vitesses différentes : le plus rapide étant le PCI Express dédié, entre autres, aux cartes graphiques.
Les bus externes (E-SATA, USB, HDMI, etc.) sont reliés au bus PCI via des connecteurs de la carte mère ou les panneaux d’accès externes.
Depuis les années 2000, le constructeur AMD utilise lui le bus HyperTransport, pour relier le processeur aux banques de mémoire, à l'instar d'Intel qui utilise lui un bus QPI (QuickPath Interconnect), depuis 2008.

### BIOS et UEFI

Fonctionnement synthétique de l'EFI (Extensible Firmware Interface).

Lors du démarrage, la carte mère a besoin de savoir quels périphériques lui sont connectés. Pour effectuer cette tâche, elle dispose d'un firmware initialement appelé BIOS (de l'anglais Basic Input Output System « signifiant système d'entrée/sortie de base ») ou sur les ordinateurs plus récents de son équivalent l'UEFI. L'un et l'autre sont contenus dans une puce de « mémoire morte » (initialement ROM puis EEPROM (ou EPROM)) soudée à même la carte mère. Le microprocesseur lance ce code automatiquement lorsque la carte est mise sous tension — autrement dit, lorsque l'utilisateur allume son ordinateur :
BIOSLe microprocesseur utilise le code contenu dans le BIOS pour configurer chaque périphérique connecté à la carte mère (mémoire vive, disques durs, cartes d'extension, etc.). Si le microprocesseur ne peut pas afficher un message d'erreur, ni lancer le « configurateur du BIOS », la carte émet une série de bips qui permettent d'informer l'utilisateur du problème empêchant de continuer (entre autres si l'écran, le clavier ou la souris n'ont pas été détectés) — ces signaux sont propres à chaque carte. La signification de l'erreur liée à cette série de bips est précisée dans le manuel de la carte mère.
Lorsque tous les périphériques ont été configurés, le microprocesseur exécute les instructions contenues dans le master boot record trouvé sur le périphérique identifié comme celui contenant le premier système disponible contenu dans un des périphériques de stockage de masse (CDROM, disque dur, SSD, clé USB, etc.).
UEFIL'UEFI est le nouveau type de BIOS lié aux évolutions technologiques depuis les années 2000. Un consortium de constructeurs a mis au point un nouveau standard de firmware (micrologiciel intermédiaire entre les éléments composants de la carte mère et le système d'exploitation). L'UEFI (de l'anglais Unified Extensible Firmware Interface) offre quelques avantages sur le BIOS : fonctionnalités réseau en standard, interface graphique haute résolution, gestion intégrée d'installations multiples de systèmes d’exploitation et affranchissement de la limite des disques à 2,2 To. L'UEFI est écrit en langage C[réf. nécessaire].

### Connecteurs mémoire

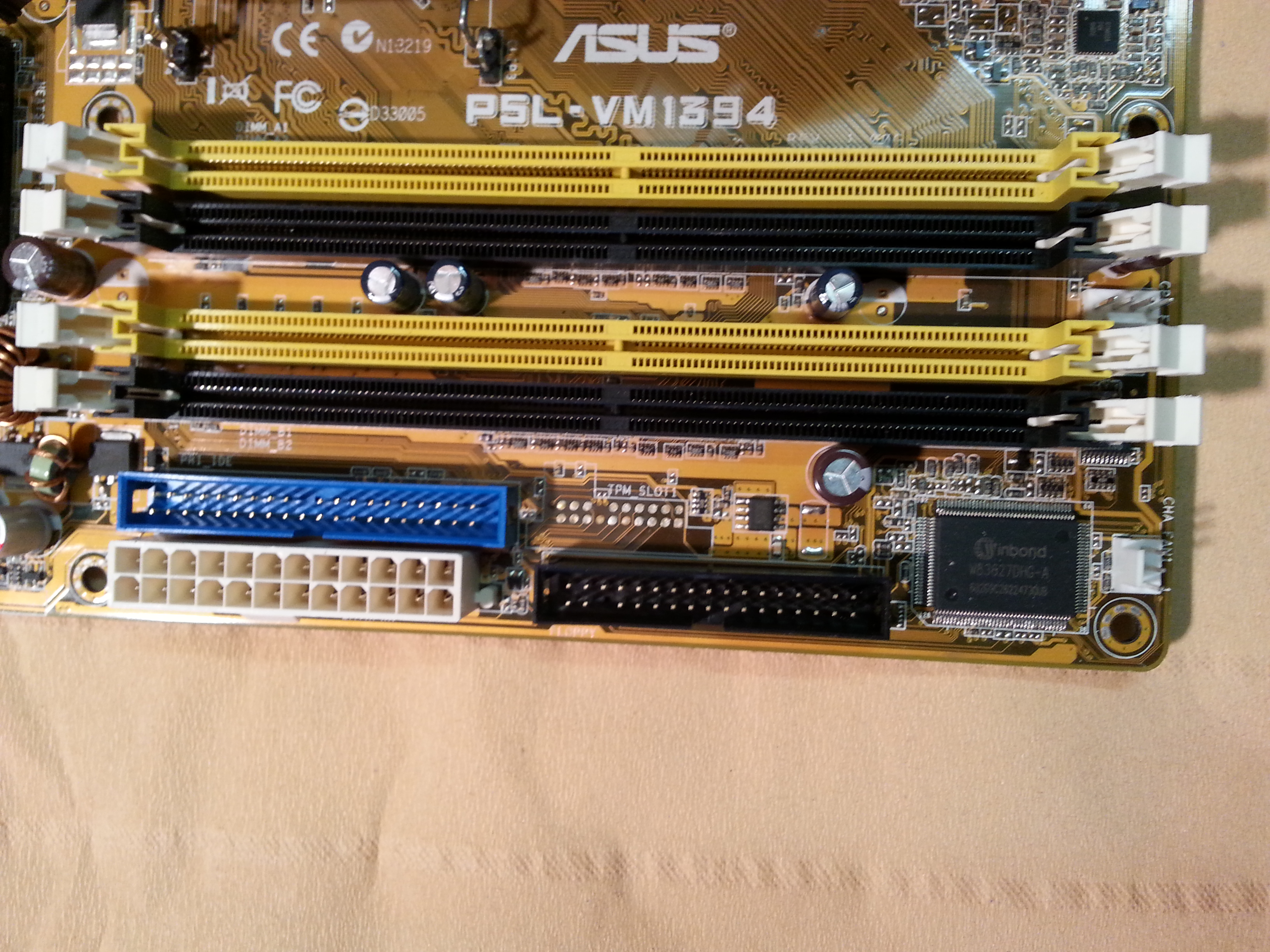
Slots de connexion pour la mémoire vive (en noir et jaune).

On parle ici des slots de mémoire vive dynamique (DRAM).
Disposés à proximité du support du processeur, les connecteurs mémoire (slots en anglais) se trouvent au nombre de deux, quatre, six ou plus rarement huit. De forme longiligne, ils se distinguent des autres connecteurs par la présence d'ergots de sécurité à leurs deux extrémités et d'un détrompeur évitant d'insérer la carte à l'envers. Ils permettent de connecter les barrettes de mémoire vive sur la carte mère.
On dit DDR (Double Data Rate) pour parler de la structure actuelle des RAM. 
En 2016, les slots mémoire accueillent des barrettes de mémoire de type DDR3 ou DDR4.
En 2020, avec l'avènement de la PS5 et de la XBox Series X, les mémoires GDDR6 (pouvant d'une manière théorique communiquer à la bande passante record de 450 Go/s, soit pour comparaison faire passer toutes les données d'un film de 2 heures de haute qualité en 1 seconde).

### Slot d'extension
Situés vers le bas de la carte mère, ces gros connecteurs servent à connecter les cartes d'extension sur la carte mère, afin de lui rajouter de nouvelles fonctionnalités. On retrouve plusieurs types d'interfaces permettant de connecter des cartes d'extension :
- le bus ISA (Industry Standard Architecture) : créé à la base par IBM, ce fut le tout premier bus informatique interne utilisé pour la connexion de cartes d'extension. Il a disparu des cartes mères depuis les années 1990 au profit d'un bus plus compact (d'un point de vue physique) et aussi plus rapide : le PCI ;
- le bus PCI (Peripheral Component Interconnect) : apparu en 1994, c'est le descendant du bus ISA. Il est toujours présent aujourd'hui (années 2010) mais dans une version plus rapide et compacte : le bus PCI Express ;
- le bus AGP (Accelerated Graphics Port) : lancé en 1997 par Intel, c'était un bus réservé aux cartes graphiques, créé afin de s'affranchir du bus PCI que le fondeur jugeait trop lent pour l'affichage en 3D temps réel. Il n'est aujourd'hui plus présent sur les cartes mères ;
- le bus PCI Express (Peripheral Component Interconnect Express) : lancé par Intel en 2004, il est plus rapide et plus apte à supporter les cartes graphiques (bien qu'il soit aussi capable de supporter d'autres types de cartes).

### Connecteurs de stockage

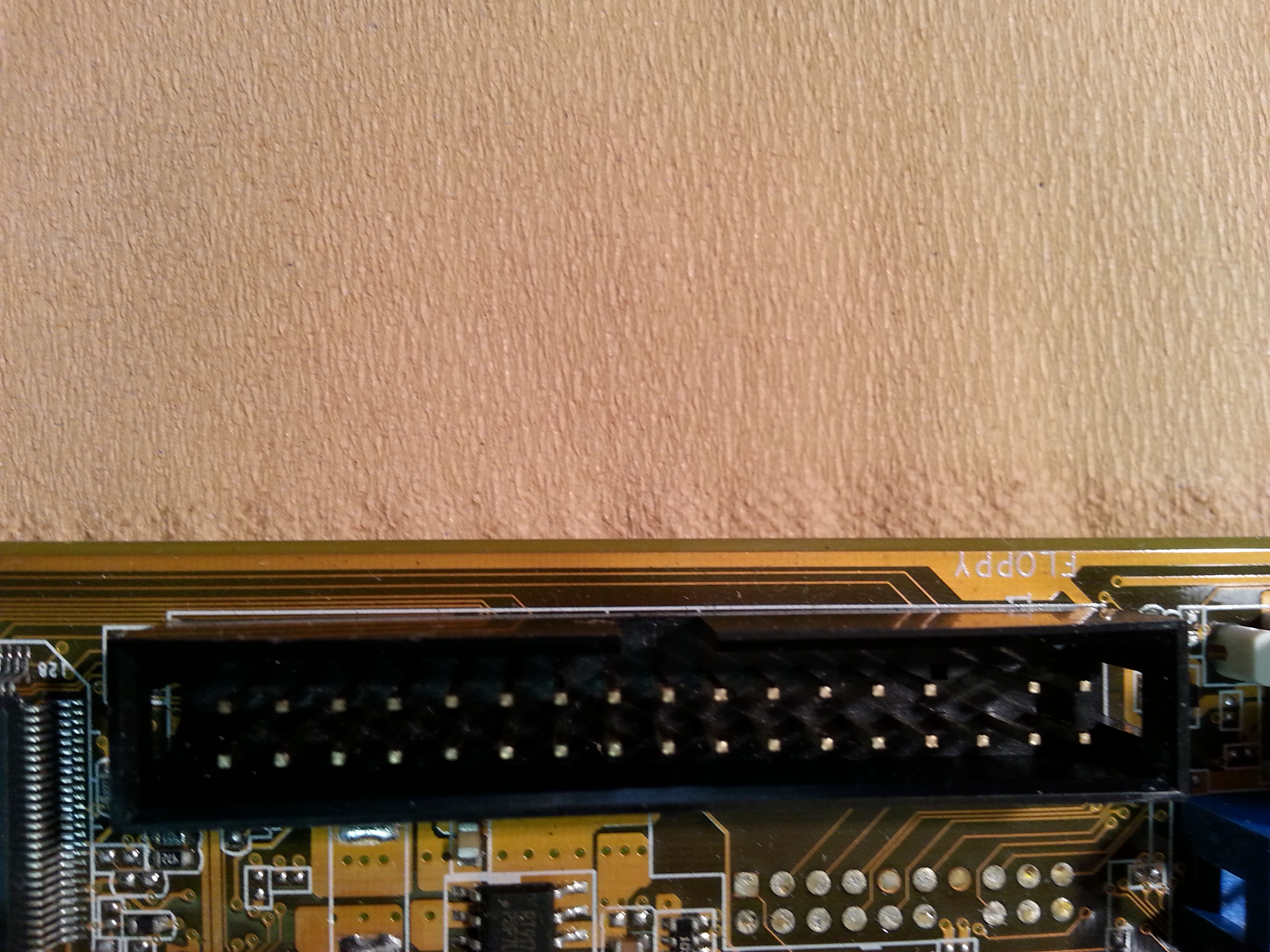
Connecteur Floppy.

Les connecteurs de stockage sont des connecteurs spécifiques présents sur toutes les cartes mères, permettant de lui adjoindre des périphériques de stockage de masse (disque dur, lecteur de disque optique, disque SSD). On en trouve trois types :
- le connecteur Floppy : il permet de connecter un lecteur de disquettes à la carte mère. C'est une interface assez ancienne que l'on ne trouve plus sur les cartes mères depuis la fin des années 2010 (les clés USB ont eu beaucoup de succès). Néanmoins, il existe des lecteurs de disquettes qui peuvent se raccorder à l'ordinateur en USB ;

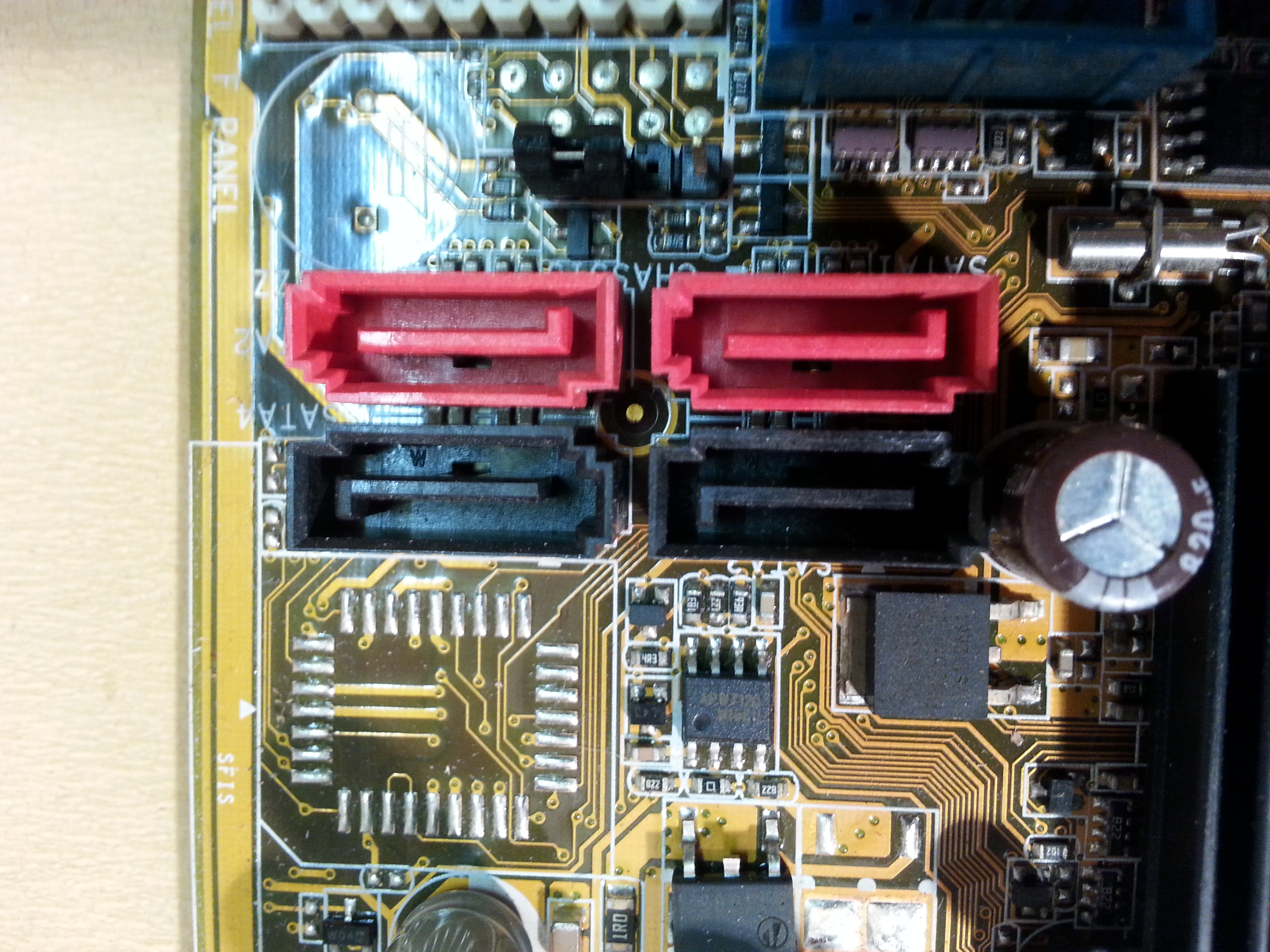
Connecteurs SATA.

- les connecteurs IDE (aussi appelés PATA pour Parallel ATA) : ces connecteurs, qui sont plus longs que les connecteurs floppy (même s'ils leur ressemblent au premier abord), permettent de connecter deux types de périphériques : les disques durs IDE et les lecteurs/graveurs de disques optiques à connectique IDE. Cette interface créée en 1986 a été remplacée par le SATA, plus petit et plus rapide ;
- les connecteurs SATA (pour Serial ATA) : ils permettent de connecter trois types de périphériques : les disques durs SATA, les SSD et les lecteurs-graveurs de disques optiques (DVD) et Blu-Ray. Cette interface créée en 2003 est actuellement en version 3 ;
- les connecteurs M.2 : amélioration du connecteur mSATA, ces connecteurs lancés vers 2013 sont destinés a accueillir des cartes filles de type : disques de stockage SSD / WIFI / Bluetooth, etc.

### Panneau d'entrées/sorties

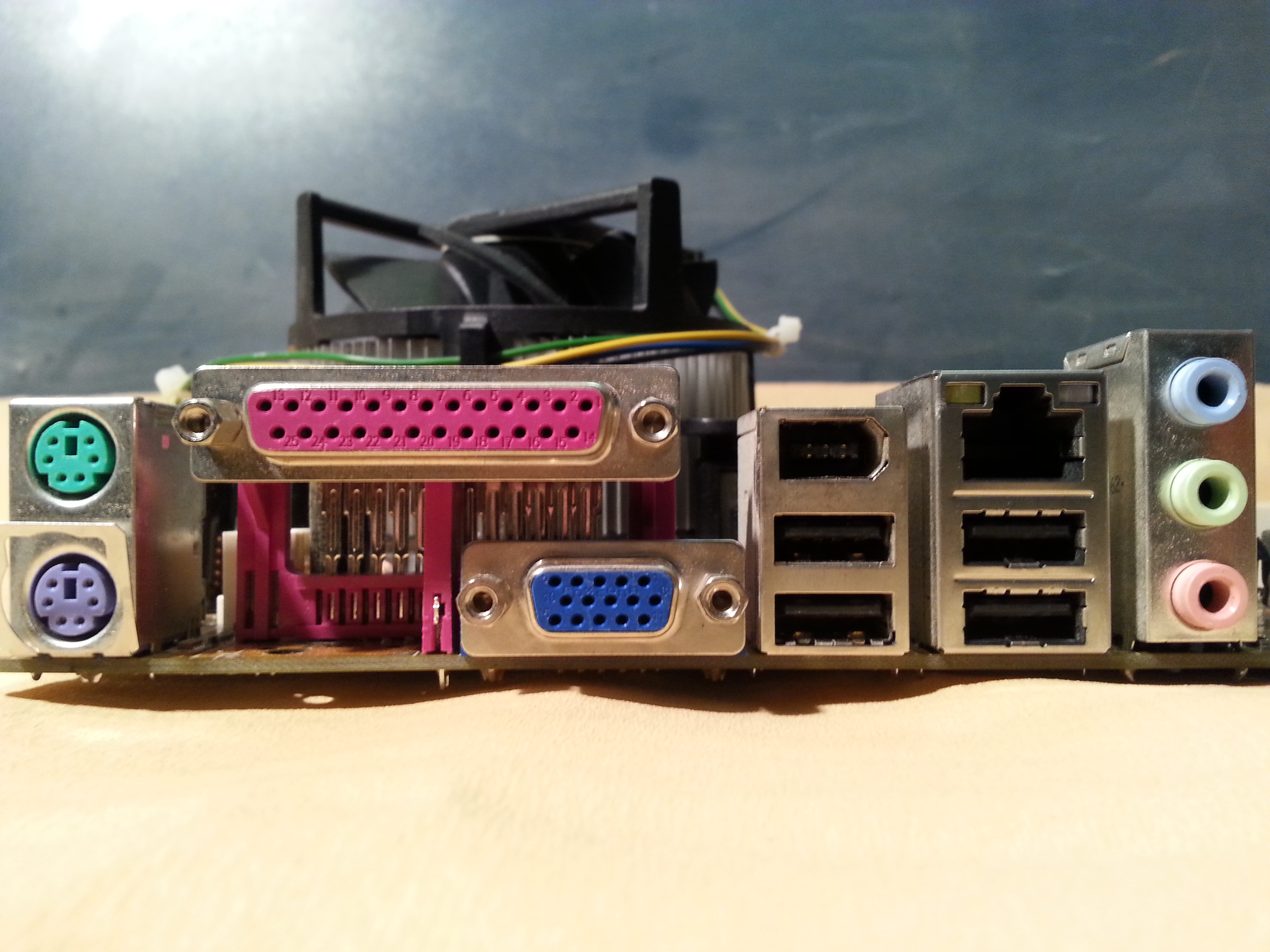
Panneau d'entrées/sorties d'une carte mère.

Le panneau d'entrées/sorties (en anglais I/O Panel (Input/Output Panel)) est une interface qui regroupe tous les connecteurs d'entrée/sortie. Ces connecteurs, qui respectent la norme PC 99, permettent à l'utilisateur de connecter des périphériques externes à l'ordinateur (comme un écran, un clavier, une souris, un kit d'enceintes ou une imprimante). On retrouve plusieurs types de connecteurs :
- les ports USB (Universal Serial Bus) permettent de connecter la quasi-totalité du matériel récent (clés USB, imprimantes, etc.). La norme USB est apparue en 1996 et est toujours présente aujourd'hui ; les cartes mères proposent, en 2016, des ports USB en version 3.0 (5 Gbit/s) repérables à leurs connecteurs bleus ;
- le connecteur RJ45 permet de connecter l'ordinateur à un réseau informatique câblé ; en 2016, la prise est à la norme 1000BASE-T ;
- le connecteur VGA (Video Graphics Array) : ce connecteur vidéo analogique permet de relier un écran à l'ordinateur. Ce connecteur est relié à l'IGP (Integrated Graphics Processor) du processeur (qui est une sorte de petite carte graphique intégrée au processeur ; tous les processeurs modernes en ont un) ;
- le connecteur DVI (Digital Visual Interface) : ce connecteur vidéo numérique permet de relier un écran à l'ordinateur. Il est lui aussi relié à l'IGP du processeur ;
- le connecteur HDMI : ce connecteur numérique gère l'audio et la vidéo en haute définition. Il permet de connecter un écran haute définition à l'ordinateur ;
- le connecteur DisplayPort : ce connecteur vidéo numérique gère l'audio et la vidéo en haute définition (comme l'HDMI). Il permet de connecter un écran haute définition à l'ordinateur ;
- les connecteurs audio analogiques : connecteurs jack 3.5 mm présents sur le bord du panneau. Ils permettent de relier un système audio à l'ordinateur (comme un kit d'enceintes, un casque audio) ou un microphone, de façon analogique ;
- les connecteurs audio numériques (SPDIF) : ils permettent de relier un système audio à l'ordinateur, via un flux de données numérique (bitstream) ;
- le connecteur Firewire (IEEE1394) : il permet de relier certains périphériques à l'ordinateur (disques durs externes, caméscopes, etc.).

## Fabricants
En 2018, Les principaux fabricants de cartes mères sont :
- ASRock
- Asus
- Biostar
- Dell
- EVGA
- Aorus
- Gigabyte
- Intel
- MSI
- Zotac

## Carte multiprocesseur

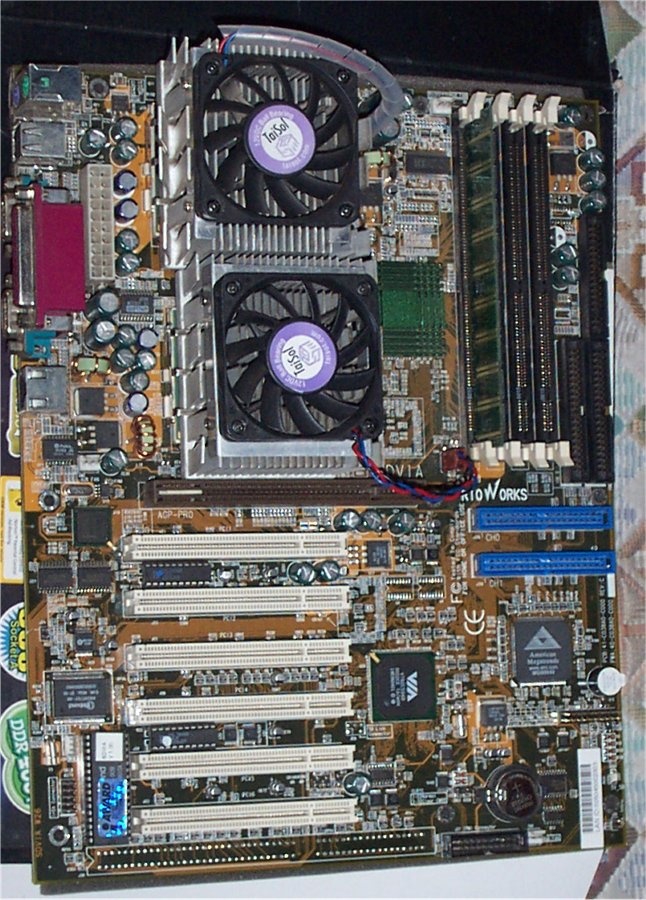
Une carte mère équipée de deux processeurs.

Une carte multiprocesseur (comme son nom l'indique) peut accueillir plusieurs processeurs physiquement distincts (généralement 2, parfois quatre, rarement plus). Ces cartes relativement onéreuses sont principalement utilisées dans les architectures serveur ou les superordinateurs. En effet, la présence de deux processeurs permet de doubler la puissance de calcul de la machine. Pour gérer deux processeurs ensemble, deux techniques existent :
- La gestion asymétrique : avec cette méthode, chaque processeur se voit attribuer une tâche différente. Cela permet de confier une tâche à un processeur alors que le second est occupé à autre chose.
- La gestion symétrique : avec cette méthode, chaque tâche est répartie également sur chaque processeur (c'est-à-dire que chaque processeur se charge d'une moitié de la tâche)

Le système d'exploitation Linux permet la gestion symétrique de deux processeurs depuis la sortie du noyau Linux version 2.6 (2003).

## Différents formats de carte mère
Au fur et à mesure de l'évolution de l'informatique, plusieurs formats standardisés de carte mère ont vu le jour. Voici les principaux :
- AT (1984) : 305 mm × 279–330 mm (IBM) (format largement supplanté depuis le début des années 2000 par le format ATX) ;
  - Baby-AT (1985) : 216 mm × 254–330 mm ;
- ATX (1995) : 305 mm × 244 mm (Intel) ;
  - microATX (1996) : 244 mm × 244 mm,
  - FlexATX (1999) : 228,6 mm × 190,5 mm,
  - E-ATX : 305 mm × 330 mm[16],
  - Mini-ATX (2005) : 150 mm × 150 mm ;
- ITX (2001) : 215 mm × 191 mm (VIA) ;
  - Mini-ITX (2001) : 170 mm × 170 mm max.,
  - Nano-ITX (2003) : 120 mm × 120 mm,
  - Pico-ITX (2007) : 100 mm × 72 mm max. ;
- BTX (2004) : 325 mm × 267 mm max. (Intel) ;
  - MicroBTX (2004) : 264 mm × 267 mm max.,
  - PicoBTX (2004) : 203 mm × 267 mm max. ;
- DTX (2007) : 203 mm × 244 mm max. (AMD) ;
  - Mini-DTX (2007) : 170 mm × 203 mm max.